# 15691 Maslov
15691 Maslov este un asteroid din centura principală de asteroizi.

## Descriere
15691 Maslov este un asteroid din centura principală de asteroizi. A fost descoperit pe 14 octombrie 1982 la Observatorul de Astrofizică din Crimeea de Liudmila Karacikina. Asteroidul prezintă o orbită caracterizată de o semiaxă mare de 2,37 ua, o excentricitate de 0,24 și o înclinație de 3,1° în raport cu ecliptica.